# Eleições europeias de 2024 (Grécia)
As eleições europeias de 2024 na Grécia foram realizadas a 9 de junho e serviram para eleger os 21 deputados nacionais para o Parlamento Europeu durante as eleições europeias. 
A Nova Democracia voltaram a vencer as eleições europeias com 28% dos votos. 
O SYRIZA, apesar do segundo lugar, voltou a sofrer uma queda na sua votação ao conseguirem pouco menos de 15%. 
De destacar é a eleições de deputados europeus por vários partidos novos: os nacionalistas religiosos do Movimento Democrático Patriótico - Vitória, os populistas de esquerda do Rumo da Liberdade e a extrema-direita da Voz da Razão.

## Representação parlamentar 2019-2024
A tabela mostra os deputados de acordo com a última informação do Parlamento Europeu:
| Partido Nacional | Partido Nacional                       | Deputados | Grupo parlamentar | Grupo parlamentar                                 |
| ---------------- | -------------------------------------- | --------- | ----------------- | ------------------------------------------------- |
|                  | Nova Democracia                        | 6 / 21    |                   | Grupo do Partido Popular Europeu                  |
|                  | SYRIZA                                 | 2 / 21    |                   | Esquerda Unitária Europeia/Esquerda Nórdica Verde |
|                  | Partido Comunista da Grécia            | 2 / 21    |                   | Não inscritos                                     |
|                  | Nova Esquerda                          | 2 / 21    |                   | Esquerda Unitária Europeia/Esquerda Nórdica Verde |
|                  | PASOK                                  | 1 / 21    |                   | Aliança Progressista dos Socialistas e Democratas |
|                  | Solução Grega                          | 1 / 21    |                   | Reformistas e Conservadores Europeus              |
|                  | Cosmos                                 | 1 / 21    |                   | Verdes/Aliança Livre Europeia                     |
|                  | Alexis Georgoulis (Independente)       | 1 / 21    |                   | Não inscritos                                     |
|                  | Athanasios Konstantinou (Independente) | 1 / 21    |                   | Não inscritos                                     |
|                  | Eva Kaili (Independente)               | 1 / 21    |                   | Não inscritos                                     |
|                  | Georgios Kyrtsos (Independente)        | 1 / 21    |                   | Renovar a Europa                                  |
|                  | Ioannis Lagos (Independente)           | 1 / 21    |                   | Não inscritos                                     |
|                  | Theodoros Zagorakis (Independente)     | 1 / 21    |                   | Aliança Progressista dos Socialistas e Democratas |

| Grupo parlamentar | Grupo parlamentar                                 | Deputados |
| ----------------- | ------------------------------------------------- | --------- |
|                   | Grupo do Partido Popular Europeu                  | 6 / 21    |
|                   | Não inscritos                                     | 6 / 21    |
|                   | Esquerda Unitária Europeia/Esquerda Nórdica Verde | 4 / 21    |
|                   | Aliança Progressista dos Socialistas e Democratas | 2 / 21    |
|                   | Reformistas e Conservadores Europeus              | 1 / 21    |
|                   | Verdes/Aliança Livre Europeia                     | 1 / 21    |
|                   | Renovar a Europa                                  | 1 / 21    |

## Resultados Oficiais
| Partido Nacional        | Partido Nacional                           | Votos                | %                    | +/-                  | Deputados            | +/-                  |
| ----------------------- | ------------------------------------------ | -------------------- | -------------------- | -------------------- | -------------------- | -------------------- |
|                         | Nova Democracia                            | 1 125 602            | 28,31 / 100,00       | 4,81                 | 7 / 21               | 1                    |
|                         | SYRIZA                                     | 593 133              | 14,92 / 100,00       | 8,83                 | 4 / 21               | 2                    |
|                         | PASOK                                      | 508 399              | 12,79 / 100,00       | 5,07                 | 3 / 21               | 1                    |
|                         | Solução Grega                              | 369 727              | 9,30 / 100,00        | 5,12                 | 2 / 21               | 1                    |
|                         | Partido Comunista da Grécia                | 367 796              | 9,25 / 100,00        | 3,90                 | 2 / 21               | Estável              |
|                         | Movimento Democrático Patriótico - Vitória | 173 574              | 4,37 / 100,00        | Novo                 | 1 / 21               | Novo                 |
|                         | Rumo da Liberdade                          | 135 310              | 3,40 / 100,00        | 1,79                 | 1 / 21               | 1                    |
|                         | Voz da Razão                               | 120 753              | 3,04 / 100,00        | Novo                 | 1 / 21               | Novo                 |
|                         | Frente da Desobediência Realista Europeia  | 101 127              | 2,54 / 100,00        | 0,46                 | 0 / 21               | Estável              |
|                         | Nova Esquerda                              | 97 554               | 2,45 / 100,00        | Novo                 | 0 / 21               | Novo                 |
|                         | Democratas                                 | 57 496               | 1,45 / 100,00        | Novo                 | 0 / 21               | Novo                 |
|                         | Patriotas - Prodromos Emfietzoglou         | 56 100               | 1,41 / 100,00        | Novo                 | 0 / 21               | Novo                 |
|                         | Cosmos                                     | 42 762               | 1,08 / 100,00        | Novo                 | 0 / 21               | Novo                 |
|                         | Outros (com menos de 1,00%)                | 226 752              | 5,18 / 100,00        |                      | 0 / 21               |                      |
| Votos Inválidos         | Votos Inválidos                            | 86 007               | 2,12 / 100,00        | 2,34                 |                      |                      |
| Total                   | Total                                      | 4 062 092            | 100,00 / 100,00      |                      | 21 / 21              |                      |
| Eleitorado/Participação | Eleitorado/Participação                    | 9 814 685            | 41,39 / 100,00       | 17,30                |                      |                      |
| Fonte                   | Fonte                                      | Ministro do Interior | Ministro do Interior | Ministro do Interior | Ministro do Interior | Ministro do Interior |

## Representação parlamentar (2024-2029)

### Partidos nacionais
| Partido Nacional | Partido Nacional                           | Deputados | Grupo parlamentar | Grupo parlamentar                                 |
| ---------------- | ------------------------------------------ | --------- | ----------------- | ------------------------------------------------- |
|                  | Nova Democracia                            | 7 / 21    |                   | Grupo do Partido Popular Europeu                  |
|                  | SYRIZA                                     | 4 / 21    |                   | A Esquerda no Parlamento Europeu - GUE/NGL        |
|                  | PASOK                                      | 3 / 21    |                   | Aliança Progressista dos Socialistas e Democratas |
|                  | Solução Grega                              | 2 / 21    |                   | Reformistas e Conservadores Europeus              |
|                  | Partido Comunista da Grécia                | 2 / 21    |                   | Não inscritos                                     |
|                  | Movimento Democrático Patriótico - Vitória | 1 / 21    |                   | Não inscritos                                     |
|                  | Rumo da Liberdade                          | 1 / 21    |                   | Não inscritos                                     |
|                  | Voz da Razão                               | 1 / 21    |                   | Patriotas pela Europa                             |

### Grupos parlamentares europeus
| Grupo parlamentar | Grupo parlamentar                                 | Deputados |
| ----------------- | ------------------------------------------------- | --------- |
|                   | Grupo do Partido Popular Europeu                  | 7 / 21    |
|                   | A Esquerda no Parlamento Europeu - GUE/NGL        | 4 / 21    |
|                   | Não inscritos                                     | 4 / 21    |
|                   | Aliança Progressista dos Socialistas e Democratas | 3 / 21    |
|                   | Reformistas e Conservadores Europeus              | 2 / 21    |
|                   | Patriotas pela Europa                             | 1 / 21    |